# Robert III van Belle

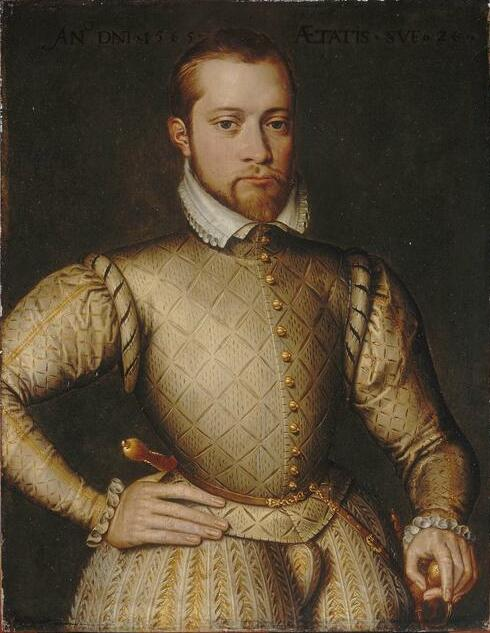
Mogelijk portret uit 1565

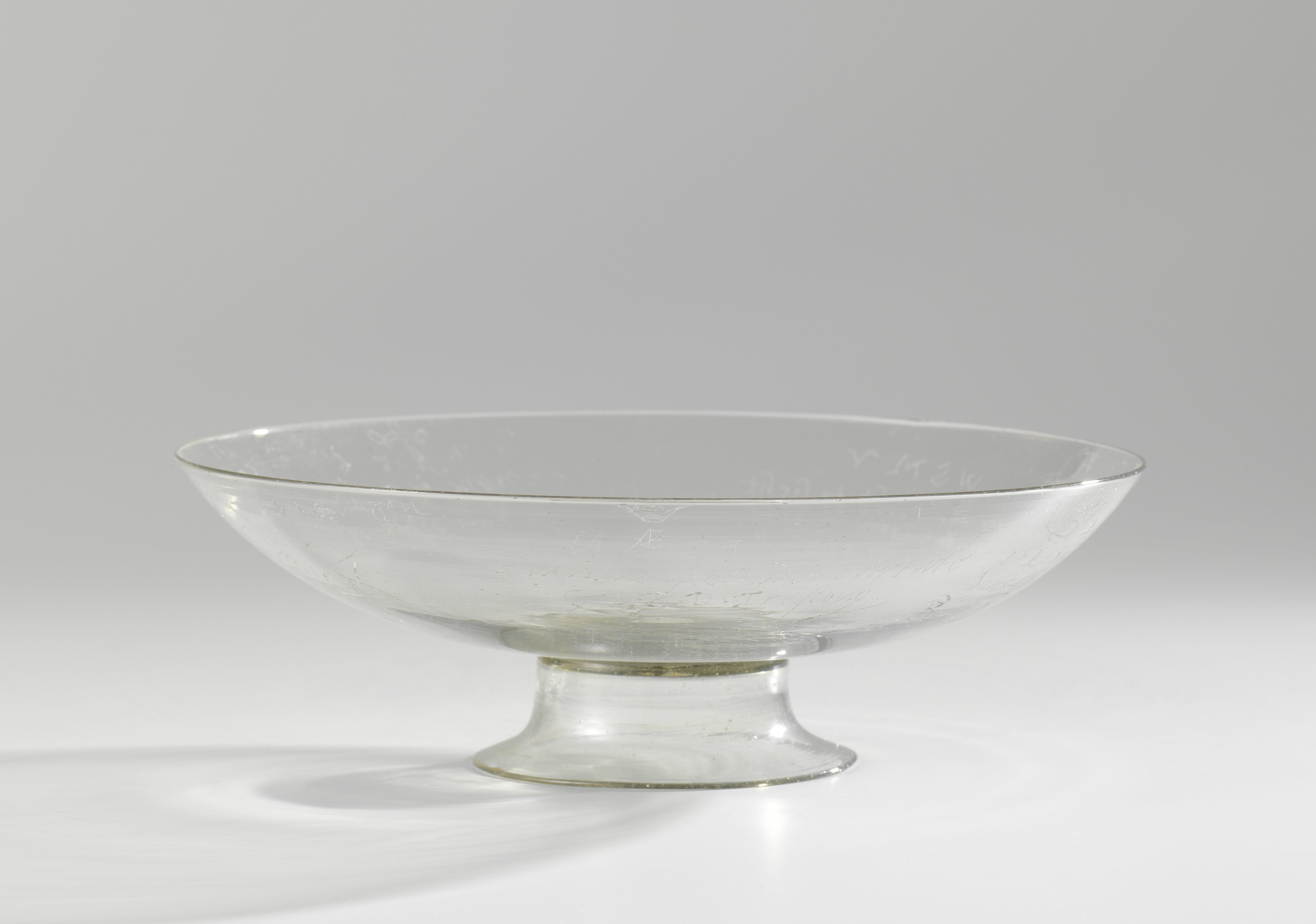
16e-eeuwse schaal met ingekraste namen van geuzen, waaronder die van Robert van Belle (R.D. Bailleul met het devies Sans Aultre)

Robert van Belle of de Bailleul, heer van Schonewalle (ca. 1540 (?) – na 1572) was een Vlaams edelman die deelnam aan de geuzenopstand.

## Leven
Robert III van Belle was een jongere zoon van Pieter van Belle en Philipotte de La Bricque. Zijn voorouders waren burggraven van Belle geweest. Terwijl zijn oudere broer Hector de heerlijkheden Eecke en Steenvoorde erfde, kreeg hij het kleinere Schonewalle in Groede. Hij groeide op in het Westkwartier en was later vaak in Brugge, waar hij wellicht een woning huurde.
De jonge edelman had calvinistische overtuigingen en was ingebed in de kerngroep van verwante families binnen het Eedverbond der Edelen, dat hij zelf evenwel niet ondertekende. Niettemin trok hij in de zomer van 1566 met de gereformeerde leiders van huis tot huis in Eecke om mensen te winnen voor het protestantisme. In Ieper kwam hij na de Beeldenstorm en het Akkoord van 23 augustus met Margaretha van Parma kerken opeisen voor het calvinisme, als lid van een zeskoppige delegatie geleid door Jan d'Estourmel, heer van Vendeville. Ze kwamen aan op 5 september 1566 en namen hun intrek in herberg 't Zweerdeken op het marktplein. Het akkoord dat ze finaliseerden met stadhouder Egmont, hield een beperkte erkenning van het protestantisme in. De ingenomen kerken moesten worden ingeruild voor een kerkhof aan de Torhoutsepoort.
Dit broze resultaat hield geen stand en de vervolging kwam weer op gang. Robert van Belle kwam nog af en toe in Brugge en verbleef telkens in herberg De Blinde Ezel, voor het laatst op 15 september 1567. Toen de repressie van de nieuwe landvoogd Alva te bedreigend werd, vluchtte hij naar het buitenland. De Raad van Beroerten veroordeelde hem op 2 juni 1568 bij verstek tot eeuwige verbanning en verbeurdverklaring van goederen. Hij woonde toen al in Londen.
In de zomer van 1569 werd Robert van Belle kapitein van een kapersschip van de Watergeuzen onder Dolhain. Tot maart 1570 opereerde hij vooral in Friese wateren, bij de Eems en Borkum. Op 15 juni 1570 was hij in Londen voor een feestmaal met Vlaamse en Brabantse edel- en kooplieden, onder wie zijn streekgenoot Charles Vasquez en zijn neef Jacob van Heule. Vasquez hielp hij de volgende maand verhuizen naar Dover. In januari 1572 kaapte Robert van Belle nog een Spaans schip bij het eiland Wight. Over wat er dan van hem is geworden, zwijgen de bronnen, wat erop kan wijzen dat het risicovolle kapersbestaan hem het leven heeft gekost.
Enno van Gelder noemde Robert van Belle in één adem met Hendrik van Brederode en Dirk van Bronkhorst, om aan te tonen dat minder vooraanstaande edelen de Opstand net zo goed in gang hadden gezet als de ontevreden burgers in de steden. Hij stelde deze drie tegenover het hoogadellijke triumviraat Oranje, Egmont, Horne.

## Portretschilderij
Het Museum van Schone Kunsten van Rijsel bezit een portret van een jonge edelman, die volgens het opschrift 26 jaar oud was. Het is gedateerd in 1565, wat naar de nieuwe stijl overeenkomt met de periode van 22 april 1565 tot 14 april 1566. Volgens een rekening die weinig later werd opgesteld, betaalde de seigneur de scoonwalle twee schilders voor het maken van zijn portret. Het ging om Pieter Pourbus en een schilder uit de Pottenmakersstraat, vermoedelijk Jan de Francke. Beiden hadden protestantse sympathieën. Als het Rijselse schilderij met recht op stilistische gronden aan Pourbus is toegeschreven, maakt dit een identificatie van de afgebeelde persoon als Robert van Belle vrij aannemelijk. 

## Voetnoten
1. ↑  Het geboortejaar is gebaseerd op het schilderij van Pourbus, dat in 1565-1566 een man afbeeldde op 26-jarige leeftijd, wat kan stroken met de genealogische gegevens.
2. ↑  Naast Robert van Belle en de leider Jan d'Estourmel, heer van Vendeville, bestond de delegatie uit Antoon Utenhove, Jacques Taffin (ontvanger van kasteele te Walle), Pieter Cappoen (luitenant-baljuw van Belle) en de predikant Jacob de Buzere.

- Biografisch Portaal: 85234066
- Digitale Bibliotheek voor de Nederlandse Letteren: bell025